# یوگنی خرونوف

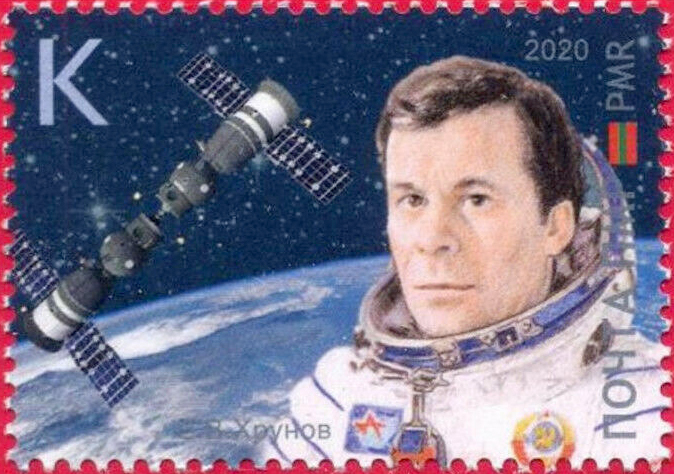
یوگنی خرونوف فضانورد اهل شوروی در گروه فضانورد ۱۹۶۰

یِوگِنی خرونوف (به انگلیسی: Yevgeny Khrunov) فضانورد اهل اتحاد شوروی است که در ۱۰ سپتامبر ۱۹۳۳ در استان تولا زاده شد. وی در مأموریت سایوز ۵، سایوز-۴ حضور داشته است.